# Leopoldo Barreiro Portas
Leopoldo Barreiro Portas ComMAI (Lisboa, São José, 9 de setembro de 1898 – Vila Viçosa, São Bartolomeu, 21 de agosto de 1989) foi um engenheiro e político português no período do Estado Novo.

## Família
Filho de pais Galegos imigrados em Portugal, José Benito Barreiro Bugarín (Tui, Tomiño, 24 de janeiro de 1866 – ?), Proprietário Agrícola e Comerciante, e sua mulher (Tui, Tomiño, 15 de novembro de 1897) Avelina Porta Cabadillo / Avelina Portas Carvalhido (Tui, Tomiño, 20 de março de 1876 – ?)., nasceu a 9 de setembro de 1898 na freguesia de São José, em Lisboa, onde foi batizado a 9 de novembro de 1898.

## Biografia
Concluiu o Curso Comercial da antiga Escola Académica de Lisboa em 1912 e o curso liceal em 1916, e licenciou-se em Engenharia de Minas em 1922 e em Engenharia Química Industrial em 1923 pelo Instituto Superior Técnico, depois parte da Universidade Técnica de Lisboa, no qual foi Professor[carece de fontes?], tendo sido Engenheiro de Minas e de Química Industrial e Administrador de Empresas de profissão.

### Carreira profissional
Após o termo da primeira Licenciatura, em 1923, inicia a actividade profissional, tornando-se Engenheiro da Companhia Portuguesa de Estanho, nos concelhos do Sabugal, de Celorico da Beira e Fornos de Algodres, onde dirigiu uma campanha de sondagens nas minas aluvionares de estanho naquela região.
Em 1924, a Empresa John Whyttaker & Brother convidou-o a estudar as minas de cobre do concelho de Barrancos, a Aparis e a Botefa, e a dirigir a fase das sondagens de prospecção dos antigos trabalhos mineiros e de exploração dos trabalhos subterrâneos, que teve de parar devido à baixa das cotações do cobre e consequente estagnação da mina.
Entre 1929, foi convidado por Georges Demoustier e por um grupo Belga, o Merbres-Sprimont, para dirigir os trabalhos de exploração e extração de mármores na região de Vila Viçosa, onde permaneceu até 1989, na qualidade de Administrador da Sociedade Luso-Belga de Mármores, Lda., até à data da sua morte.
Durante cerca de 15 anos, de 1943 a 1958, foi, também, o foi Responsável Técnico e Consultor das minas de manganés do Baixo Alentejo, na Sociedade Alonso Gomes, Herdeiros, funções que deixou de desempenhar em resultado da baixa cotação do minério.

### Carreira Política
No Concelho de Vila Viçosa, foi Presidente da Assembleia Geral da Casa do Povo e da Comissão de Concelhia da União Nacional, da qual foi Militante, e foi, ainda, Vice-Presidente e Presidente da Comissão Distrital de Évora.
Iniciou a sua carreira parlamentar a 2 de janeiro de 1935, quando foi nomeado Procurador à Câmara Corporativa na I Legislatura, função para a qual foi sendo renomeado, sucessivamente, até à IV Legislatura. Durante a I Legislatura, integrou a 6.ª Secção - Minas, Águas Minerais, Pedreiras e Produtos Químicos, na qualidade de Representante das empresas mineiras e de exploração de pedreiras e de águas minerais, tendo, também, sido Secretário do Conselho da Presidência. Da II Legislatura até ao fim da IV Legislatura, fez parte da 6.ª Secção, então denominada de Minas, Pedreiras e Águas Minerais, em representação das empresas de exploração de pedreiras. Não relatou qualquer parecer. Todavia, em relação ao parecer referente à Proposta de Lei N.º 33, sobre a exploração de pedreiras, exarou a sua discordância em relação ao facto de não ser mantido o direito de expropriação às Sociedades que não satisfizessem inteiramente o disposto no n.º 4 da Base XXIII: Se o requerente for uma pessoa colectiva, documento comprovativo de que se acha constituída segundo a lei portuguesa e tem a sua sede em Portugal, sendo os seus corpos gerentes presididos e formados na sua maioria por cidadãos portugueses de origem ou naturalizados há mais de 5 anos. (D.S., N.º 45, 8 de março de 1939, pp. 442 (21) e 442 (23)). Em conjunto com outros procuradores, propôs que fosse adicionado, à Base XI do parecer sobre a Proposta de Lei que autorizou o Governo a criar um imposto sobre os lucros extraordinários de guerra, o seguinte texto: No caso da indústria mineira serão colectados, como lucros extraordinários de guerra, os lucros que ultrapassem o rendimento normal de 1941, por meio de imposto proporcional suplementar aos valores de tabela da Base III. (D.S., N.º 115, 2.º Suplemento, 28 de janeiro de 1942, p. 110 (59)).
Empenhou-se na fundação da Associação dos Bombeiros Voluntários de Vila Viçosa entre 1937 e 1950, na qual desempenhou diversos cargos directivos.
Exerceu os lugares de Vice-Presidente de 1941 a 1947 e de Presidente de 1947 a 1959 da Câmara Municipal de Vila Viçosa.
Foi Provedor da Santa Casa da Misericórdia de Vila Viçosa de 1962 a 1965.
Foi, também, Procurador à Câmara Corporativa em representação das empresas mineiras e de exploração de pedreiras e de águas minerais na I Legislatura (1935-1938) na 6.ª Secção - Minas, Águas Minerais, Pedreiras e Produtos Químicos, onde subscreveu ou relatou o parecer 96/I – Condicionamento Industrial, na II Legislatura (1938-1942), onde subscreveu ou relatou os pareceres 8/II – Exploração de Pedreiras e 10/II – Fomento Mineiro, na III Legislatura (1942-1945) e na IV Legislatura (1945-1949), estas três últimas na 6.ª Secção - Minas, Pedreiras e Águas Minerais, sendo que nestas duas últimas não subscreveu ou relatou qualquer parecer.
Foi agraciado com as seguintes condecorações:
- Cavaleiro da Ordem da Coroa da Bélgica (? de ? de 1954)[10]
- Cavaleiro da Ordem de Leopoldo I da Bélgica (? de ? de 1964)[10]
- Medalha de Prata pelos Serviços Prestados à Indústria Extractiva da DGMSG de Portugal (? de ? de 1972)[10]
- Comendador da Ordem Civil do Mérito Agrícola e Industrial Classe Industrial de Portugal (29 de julho de 1980)[10][11]

Leopoldo Barreiro Portas residia em Vila Viçosa, na Rua Dr. Couto Jardim, freguesia de São Bartolomeu, onde faleceu a 21 de agosto de 1989.

## Casamento e descendência
Casou civilmente em Alandroal, a 7 de dezembro de 1933, com Umbelina do Carmo Neves Martins (Alandroal, Nossa Senhora do Rosário, 21 de setembro de 1903 – Vila Viçosa, São Bartolomeu, 12 de junho de 1993), filha de António José Martins (Alandroal, Santiago Maior, 25 de agosto de 1870 – Vila Viçosa, 18 de março de 1961), Lavrador, e de sua mulher (Alandroal, Terena (São Pedro), 18 de janeiro de 1902) Maria Gertrudes das Neves (Alandroal, Terena, 23 de dezembro de 1874 – Alandroal, Rosário, 16 de junho de 1929). Tiveram três filhos e uma filha:
- Carlos Alberto Martins Portas
- José Manuel Martins Portas, casado com Maria da Graça da Costa Pinto de Castro Nery, filha de António de Castro Nery e de sua mulher Maria do Carmo Dias da Costa Pinto, da qual tem dois filhos e uma filha:
  - António de Castro Nery Portas
  - Carlos de Castro Nery Portas
  - Maria do Carmo de Castro Nery Portas
- Maria Manuela Martins Portas, solteira e sem geração
- Nuno Rodrigo Martins Portas (Vila Viçosa, São Bartolomeu, 23 de setembro de 1934)